# Royal New Zealand Air Force
Die Royal New Zealand Air Force ist die Luftwaffe von Neuseeland. Die RNZAF wurde aus Einheiten der Royal Air Force gebildet, 1923 wurde sie eine unabhängige Streitkraft.
Die RNZAF kämpfte in einigen Kriegen, z. B. dem Zweiten Weltkrieg, Malaysia, Vietnamkrieg, im Golfkrieg und in verschiedenen Friedenssicherungsmissionen der Vereinten Nationen. Heute besteht die Flotte der RNZAF aus rund 50 Flugzeugen. Seit 2001 hat die RNZAF keine militärische Schlagkraft mehr, sie ist seither auf Seepatrouillen und Transportaufgaben für die Army und die Navy beschränkt.
Das Motto der RNZAF ist, wie auch das der RAF, Per ardua ad astra – „Durch Schwierigkeiten zu den Sternen“.

## Geschichte
Die Geschichte der militärischen Luftfahrt in Neuseeland beginnt 1913, als die Royal New Zealand Army einen Bleriot Eindecker von Großbritannien bekam. Im Ersten Weltkrieg flogen einige Piloten, die unter anderem in Flugschulen in Auckland und Christchurch ausgebildet wurden, als Teil des britischen Royal Flying Corps und des Royal Naval Air Service. 1923 wurde die New Zealand Permanent Air Force (dauerhafte Luftwaffe von Neuseeland) als Teil der Armee gebildet, bestehend aus 72 Piloten mit Erfahrung aus dem Ersten Weltkrieg. Anfangs war sie ausgestattet mit Doppeldeckern aus britischer Produktion. 1934 wurde sie in Royal New Zealand Air Force umbenannt und 1937 wurde sie ein unabhängiger Teil der neuseeländischen Streitkräfte.

### Zweiter Weltkrieg
Beim Ausbruch des Zweiten Weltkrieges bestand die Ausrüstung der RNZAF hauptsächlich aus Vickers Wellington Bombern, die die neuseeländische Regierung auch gleich dem Vereinigten Königreich anbot zusammen mit Besatzungen, die die Bomber flogen. Viele andere Neuseeländer dienten in der RAF. Die Hauptaufgabe der RNZAF bestand aber darin, aus der Entfernung zu Europa Vorteile zu schlagen, um Besatzungen auszubilden im Rahmen des Empire Air Training Scheme (Luftausbildungs System) zusammen mit anderen britischen Kolonien und Dominions, z. B. Kanada, Australien und Südafrika. Für diese Aufgabe wurden viele, neuere Eindecker beschafft oder auch in Neuseeland gebaut. Auch gebrauchte Doppeldecker wie die Hawker Hind genauso wie Flugzeuge, die nicht mehr fronttauglich waren, z. B. die Avro Anson, wurden eingesetzt.

#### Staffeln aus Neuseeland in der RAF
Die meisten Besatzungen aus Neuseeland dienten zusammen in normalen Staffeln der RAF oder bei dem Fleet Air Arm. Unter den Neuseeländern in der RAF waren Piloten wie das erste Alliierte As, Flying Officer Edgar James ('Cobber') Kain, und Kommandeure wie das As des Ersten Weltkrieges, Air Chief Marshal Sir Keith Park, der die 11. Group in der Luftschlacht um England kommandierte, Piloten, die Malta aus der Luft verteidigten und am Ende des Krieges in der RAF in Südostasien flogen.
Einige Staffeln in der Royal Air Force bestanden bewusst nur aus Piloten aus einem Land. Die erste dieser Staffeln war die 75. Squadron, die man aus den Wellingtons und deren Piloten formte, welche man sich im August 1939 von Neuseeland ausgeliehen hatte. Später war diese Staffel mit Short Stirlings, Avro Lancasters und Avro Lincolns ausgerüstet. Spätere Staffeln aus Neuseeland waren:
- 485. Squadron – Supermarine Spitfire
- 486. Squadron – Hawker Hurricane, Hawker Typhoon, Hawker Tempest
- 487. Squadron – Lockheed Ventura, De Havilland DH.98 Mosquito
- 488. Squadron – Brewster Buffalo, Hawker Hurricane, Bristol Beaufighter, De Havilland Mosquitos
- 489. Squadron – Bristol Blenheim, Bristol Beaufort, Handley Page Hampden, Bristol Beaufighter, De Havilland Mosquitos
- 490 Squadron – Consolidated Catalina, Short Sunderland

#### Die RNZAF im Pazifik

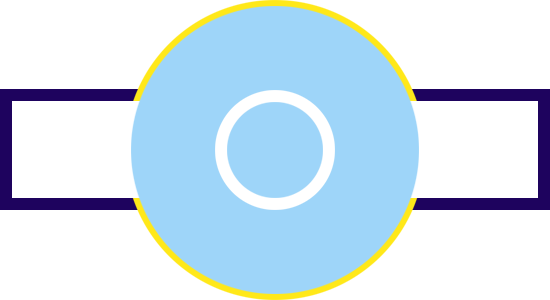
Flugzeugmarkierung der RNZAF im späteren Zweiten Weltkrieg

Im Dezember 1941 griff Japan die USA an und eroberte rasch Gebiete nördlich von Neuseeland. Deshalb war es unbedingt nötig, dass Neuseeland eine eigene Verteidigung aufbaute und nicht nur dem „Mutterland“ half. In Neuseeland waren nur sehr wenige Kampfflugzeuge verfügbar und Großbritannien konnte unmöglich helfen, also wandte sich Neuseeland (wie auch Australien) an die USA und unterzeichneten ein Leih- und Pacht-Abkommen. Es dauerte einige Zeit, bis die USA Neuseeland mit Flugzeugen versorgen konnten.
Die Flugzeuge, die man zu Beginn im Rahmen des Abkommens von den USA bekam, waren veraltet und unfähig, gegen die gut ausgerüsteten und ausgebildeten japanischen Luftstreitkräfte zu bestehen, aber es war nichts anderes verfügbar und die RNZAF schlug sich in Guadalcanal, wo die RNZAF mit Curtiss Kittyhawks kämpfte, ausgezeichnet. Andere Staffeln flogen die alten, aber effektiven SBD Dauntless und später den modernen Grumman TBF Avenger Torpedobomber. Die RNZAF machte für die Alliierten auch einen Hauptteil der Seeaufklärung, mit Catalina (und später Sunderland) Flugbooten und Lockheed Hudson Bombern.
Als der Krieg fortschritt, bekam die RNZAF immer modernere Flugzeuge. Die Kittyhawks wurden durch Corsairs ersetzt und die Hudsons durch Venturas. Auf dem Höhepunkt hatte die RNZAF im Pazifik 13 Staffeln mit Corsairs, 6 mit Venturas, je 2 mit Catalinas und Avengers, eine Staffel Dauntless Sturzkampfbomber und Transportflugzeuge zur Unterstützung. Weltweit hatte die RNZAF über 41.000 Mann Personal.

### Kalter Krieg
Nach dem Zweiten Weltkrieg wurden 14 Staffeln als Teil der Besatzungsmacht nach Japan geschickt. Der Rest der Luftwaffe entledigte sich schnell der Flugzeuge und Besatzungen und begann mit einem Trainings- und Transportmodus, bevor die 14. and 75. Squadrons neu gebildet wurden. Die 42. Squadron wurde als internes Kommunikations- und Transportgeschwader aufgestellt und existiert noch heute. Die erste Gloster Meteor traf 1946 ein, womit das Jet-Zeitalter begann.
Mit der Bell 47 begann das Hubschrauberzeitalter in der RNZAF, und die Bell UH-1 Iroquois der RNZAF wurden nach Sinai und Osttimor geschickt, während die Westland Wasp und die Kaman SH-2 Seasprite nur nominell in der RNZAF waren.
Die RNZAF nahm am Vietnamkrieg teil und setzt dort vor allem Transportflugzeuge zur Unterstützung der Bodentruppen ein.

### Die RNZAF nach dem kalten Krieg
Nach dem Kalten Krieg wurde die RZNAF verkleinert, aber modernisiert. Sie unterstützte die USA im Krieg in Afghanistan, im Golfkrieg und bei verschiedenen UN-Missionen.
2001 stoppte die Labour-Regierung, die eine mildere Sicherheitspolitik vorzog, die Beschaffung von 28 F-16 Fighting Falcon und stellte die Douglas A-4 und die Aermacchi MB 339 außer Dienst. Eine der Staffeln die ausgemustert wurde, war die berühmte No. 75 Squadron, eine ehemalige Staffel von Neuseeland in der RAF.
2003 wurde die RNZAF auf 50 Flugzeuge und 2523 Mann Personal reduziert. Die RNZAF hat gegenwärtig keine militärische Schlagkraft mehr. Ihre Aufgaben bestehen aus Seepatrouille, Search and Rescue (SAR) und Transport.
2005 wählte das Verteidigungsministerium von Neuseeland die NH90, um die schon betagten 14 Bell UH-1 der RNZAF zu ersetzen. Die Beschaffung wird 550 Millionen NZ$ kosten.

## Organisation
Fliegende Staffeln:
- Operational Squadrons
  - No.3 Squadron
  - No.5 Squadron
  - No.6 Squadron
  - No.40 Squadron
- Training Squadrons
  - No.14 Squadron
  - No.42 Squadron

Haupteinsatzbasen:
- RNZAF Base Auckland
- RNZAF Base Ohakea

## Ausrüstung

### Aktuelle Ausrüstung
Die Royal New Zealand Air Force betrieb Ende 2019 26 Flugzeuge und 22 Hubschrauber.
| Luftfahrzeuge           | Bild         | Herkunft           | Verwendung                       | Version                  | Aktiv     | Bestellt  | Anmerkungen                                                                                         |
| Flugzeuge               | Flugzeuge    | Flugzeuge          | Flugzeuge                        | Flugzeuge                | Flugzeuge | Flugzeuge | Flugzeuge                                                                                           |
| ----------------------- | ------------ | ------------------ | -------------------------------- | ------------------------ | --------- | --------- | --------------------------------------------------------------------------------------------------- |
| Boeing P-8 Poseidon     | Beispielbild | Vereinigte Staaten | Seefernaufklärer                 |                          | 4         |           | Im Juli 2023 wurde die letzte P-8 geliefert, welche die P-3 ersetzten                               |
| Boeing 757              |              | Vereinigte Staaten | Transportflugzeug                | 757-200                  | 2         |           | |
| Lockheed C-130 Hercules |              | Vereinigte Staaten | Militärischer Transporter        | C-130H C-130J-30         | 5 0       | 0 5       | Die noch aus den 1960er Jahren stammenden C-130H werden seit 2024 durch neue C-130J ersetzt werden. |
| Beechcraft King Air     |              | Vereinigte Staaten | Schulflugzeug                    | King Air 350             | 3         |           | |
| Beechcraft T-6 Texan II |              | Vereinigte Staaten | Schulflugzeug                    | T-6C                     | 10        |           | |
| Hubschrauber            |              |                    |                                  |                          |           |           | |
| Kaman SH-2 Seasprite    |              | Vereinigte Staaten | Bordhubschrauber                 | SH-2G(I) Super Seasprite | 9         |           | |
| Agusta A109             |              | Italien            | Leichter Mehrzweckhubschrauber   | A109 LUH                 | 5         |           | |
| NHIndustries NH90       |              | Europäische Union  | Taktischer Mehrzweckhubschrauber | NH90 TTH                 | 8         |           | Plus eine Maschine als Ersatzteilspender                                                            |

### Ehemalige Ausrüstung
| Luftfahrzeuge      | Bild      | Herkunft           | Verwendung       | Version   | Anzahl    | Anmerkungen                                |           |
| Flugzeuge          | Flugzeuge | Flugzeuge          | Flugzeuge        | Flugzeuge | Flugzeuge | Flugzeuge                                  | Flugzeuge |
| ------------------ | --------- | ------------------ | ---------------- | --------- | --------- | ------------------------------------------ | --------- |
| Lockheed P-3 Orion |           | Vereinigte Staaten | Seefernaufklärer | P-3K/K2   | 6         | Seit 31. Januar 2023 außer Dienst gestellt |           |

## Symbole, Flaggen und Abzeichen

Die Flagge der RNZAF basiert auf der Flagge der RAF, mit den Buchstaben „NZ“ im Rondell platziert

Die RNZAF-Flagge wurde 1939 eingeführt, basierend auf der Flagge der RAF, mit den Buchstaben „NZ“ im Rondell platziert.
Bis in die 1950er Jahre flogen die Flugzeuge der RNZAF mit dem Rondell der RAF, nur durch das Präfix „NZ“ vor der Seriennummer gekennzeichnet, um die Nationalität innerhalb des Commonwealth anzuzeigen. Ein weißer Kiwi, ein silberner Farn oder auch die neuseeländische Flagge tauchten manchmal auf Flugzeugen der RNZAF auf, aber auch auf Flugzeugen der RAF, die von neuseeländischen Piloten geflogen wurden. Die Umrisse von Neuseeland mit einem Kiwi waren auf den Canberras zu sehen, die in Malaysia bei einer Friedensmission flogen.
Ab Mitte der 1950er Jahre gab es ein RNZAF Rondell (Kokarde), mit einem silbernen Farn im inneren roten Kreis. Der Kiwi wurde in den 1960er Jahren eingeführt. Um die Tarnung zu verbessern, wurde auch manchmal der weiße Kreis weggelassen. Das Kiwi-Rondell ist jetzt manchmal auch ein schwarzer Kreis rund um einen schwarzen Kiwi oder in einem zweitönigen Grau.